# Mar Chica
La Mar Chica (en árabe: مارتشيكا‎), también llamada laguna de Nador, es una laguna costera salada  de 115 km² situada en el norte de Marruecos, a los pies de la ciudad de Nador. Tiene una profundidad máxima de 8 m y se encuentra a pocos kilómetros al sur de Melilla.
De forma semicircular, está separada del mar Mediterráneo por dos franjas arenosas: Boukana (de 10 km de largo) al norte, y Aljazeera (de 12,5) al sur, separadas por boca de 120 metros de ancho, por donde la Mar Chica se conecta con el Mediterráneo.
En sus orillas se encuentran las ciudades de Nador (en la orilla interior), Beni Enzar (fronteriza con Melilla), al norte, y Karia Arkemán, al sur.
Durante el protectorado español, la Mar Chica fue la localización de una base de hidroaviones del ejército español, la Base de Hidroaviones del Atalayón. Al mando del capitán Virgilio Leret, resistió el 17 de julio de 1936 durante algunas horas el asedio de los rebeldes, dos tabores de regulares, que tomaron finalmente la base y ejecutaron al capitán el 18 de julio.

## Importancia biológica

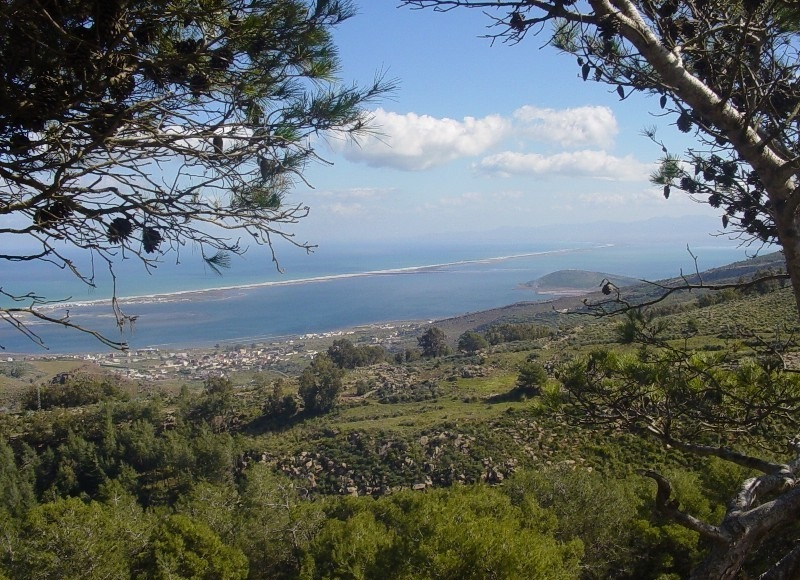
Vista al Mar Chica.

Debido a su importancia para las aves acuáticas, la Mar Chica ha sido declarada sitio Ramsar (enero de 2005, n.º. 1484. BirdLife International la ha catalogado como IBA MA006. También está incluida en la lista de Sitios de Interés Biológico y Ecológico (SIBE). La laguna es objeto de numerosas investigaciones debido a su importancia biológica, entre ellos estudios por el Instituto del Agua de Granada y estudios de impacto ambiental debido a su similitud con lagunas mediterráneas de la costa española.